# Керамін-Мінськ
Хокейний клуб «Керамін» (біл. ХК Керамин Минск) — колишній хокейний клуб з м. Мінська, Білорусь. Заснований 1999 року як Хокейний клуб «Мінськ». З 2001 року — «Керамін-Мінск». Виступав у Білоруській Екстралізі. Розформований 16 липня 2010 року.
Офіційним спонсором клубу було підприємство «Керамін».

## Досягнення
- Вища ліга/Білоруська Екстраліга:
  -  Переможці (2) : 2002, 2008
  -  2-е місце (6) : 2000, 2001, 2003, 2004, 2005, 2007

- Східноєвропейська хокейна ліга:
  -  Переможці (2) : 2003, 2004

- Кубок Білорусі:
  -  Володарі (2) : 2002, 2009

## Історія
Хокейний клуб «Керамін-Мінськ» був створений влітку 2001 року на базі хокейного клубу «Мінськ». 
Станом на 17 лютого 2009 року зіграно 464 матчі, виграно 305, 33 нічиїх, програно 126. Закинуто 1678 шайб, пропущено 1034.
По ходу сезону 2008—09 було прийнято рішення, що на цей сезон «Керамін» стане фарм-клубом  «Динамо».

## Тренери
- Михайло Захаров (1999 — 2000)
- Валерій Пальшаков (2000)
- Олександр Владикін (2000 — 2001)
- Валерій Воронін (2001 — 2002)
- Євген Лебедєв (2002 — 2004)
- Василь Спиридонов (2004 — 2006)
- Андрій Гусов (2006 — 2009)
- Сергій Пєтухов (2009 — 2010)

## Відомі гравці
| - Андрій Башко - Володимир Денисов - Дмитро Дудик - Володимир Копать - Олександр Кулаков - Олександр Макрицький | - Дмитро Мелешко - Андрій Міхальов - Дмитро Панков - Олександр Рядинський - Ярослав Чуприс - Дмитро Якушин |  |  |